# Makrokylindrus mersus
Makrokylindrus mersus är en kräftdjursart som beskrevs av Jones 1969. Makrokylindrus mersus ingår i släktet Makrokylindrus och familjen Diastylidae.
Artens utbredningsområde är Tasmanhavet. Inga underarter finns listade i Catalogue of Life.